# Леплейка (приток Терешки)
Леплейка (Гремячевский) — сезонная река в России, протекает по Радищевскому району Ульяновской области. Устье реки находится в 238 км по левому берегу реки Терешка. Длина реки составляет 17 км. Площадь водосборного бассейна — 207 км².

## Течение
Река берёт начало западнее посёлка Гремячий. Течёт на юг через село Дмитриевка и впадает в Терешку у села Адоевщина.

## Данные водного реестра
По данным государственного водного реестра России относится к Нижневолжскому бассейновому округу, водохозяйственный участок реки — Терешка от истока и до устья. Речной бассейн реки — Волга от верховий Куйбышевского водохранилища до впадения в Каспий.
Код объекта в государственном водном реестре — 11010001912112100010288.